# Retriangulation de la Grande-Bretagne

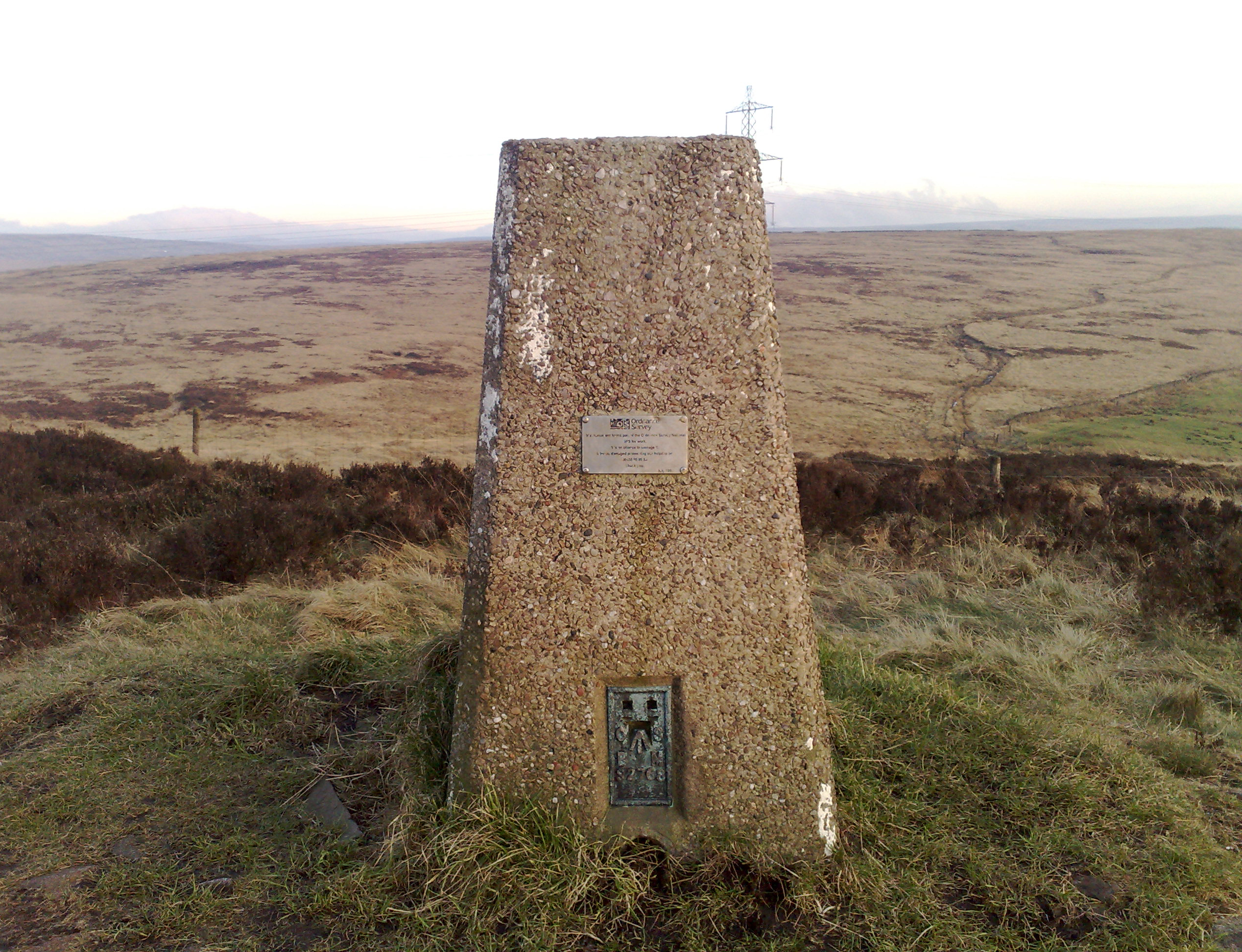
La station de triangulation de Crow Knoll à Crompton Moor est l'un des piliers en béton, érigés par l'Ordnance Survey lors de la retriangulation de la Grande-Bretagne. Il est possible (par temps clair) de voir au moins deux autres points de triangulation à partir d'un seul point de triangulation.

La retriangulation de la Grande-Bretagne (en anglais : retriangulation of Great Britain) est un projet de triangulation, réalisé entre 1935 et 1962, qui vise à améliorer la précision des cartes de la Grande-Bretagne. Les données recueillies lors de la triangulation remplacent celles recueillies lors de la triangulation principale de la Grande-Bretagne, qui avait été effectuée entre 1783 et 1851. La retriangulation consiste à ériger environ 6 500 bornes en béton, connues sous le nom de trig points), sur les sommets des collines britanniques, qui servent de points de référence pour la triangulation. De nos jours, l'utilisation des points de trigonométrie et les résultats de la triangulation ont été remplacés par un réseau de stations du système mondial de navigation par satellite, appelé OS Net (en), qui est capable d'atteindre une précision de 3 millimètres sur l'ensemble du pays, contre 20 mètres pour l'utilisation des points de trigonométrie.

## Histoire
La retriangulation est entreprise, en 1935, par le directeur général de l'Ordnance Survey, le major-général Malcolm MacLeod (en), sous la direction du cartographe et mathématicien Martin Hotine (en), chef de la division de trigonométrie et de nivellement.
La mise en place de nouveaux postes de triangulation et la réalisation de mesures régulières nécessitent le transport de matériaux et d'instruments à pied, sur des collines, des montagnes et dans des îles isolées, par tous les temps. Le réseau est construit et mesuré, entre 1936 et 1962, à partir d'un ensemble de plusieurs centaines de points de trigonométrie primaires, dont la plupart sont placés sur de hautes collines afin de pouvoir les relier entre eux sur de longues distances.  En outre, un ensemble plus important, d'environ six mille points de trigonométrie secondaires, est ajouté pour permettre la construction d'un maillage plus fin qui étend le cadre de référence du maillage primaire sur des distances plus courtes. 
Les calculs sont contraints ; le but étant de minimiser les décalages par rapport aux coordonnées basées sur l'ancienne triangulation. En onze points de trigonométrie primaires, de Dunnose (en) sur l'île de Wight au nord, à Great Whernside (en) dans le Yorkshire, les nouvelles latitudes et longitudes sont ajustées, pour rester à un mètre près des anciennes. Une fois que les nouvelles latitude et longitude de ces onze points sont déterminés, l'emplacement calculé de chaque autre point de la triangulation est basé sur eux. Au moment où la retriangulation est achevée, des dispositifs électroniques de mesure de la distance entrent en service, ce qui aurait pu réduire considérablement l'erreur globale (il semble maintenant que la Grande-Bretagne soit plus courte de 20 mètres que ce qu'indique l'OSGB36 mais il est hors de question de repartir à zéro.

### Source de la traduction
- (en) Cet article est partiellement ou en totalité issu de l’article de Wikipédia en anglais intitulé « Retriangulation of Great Britain » (voir la liste des auteurs).